# 高瀬 (小惑星)
高瀬（たかせ、2838 Takase）は小惑星帯に位置する小惑星。チェコ出身の天文学者ルボシュ・コホーテクがドイツのハンブルク天文台で発見した。
古在由秀の提案により、東京天文台附属木曽観測所の初代所長を務めた高瀬文志郎に因んで命名された。